# Boreioglycaspis paludis
Boreioglycaspis paludis är en insektsart som först beskrevs av Moore 1964.  Boreioglycaspis paludis ingår i släktet Boreioglycaspis och familjen rundbladloppor. Inga underarter finns listade i Catalogue of Life.